# Зальфельдер-Хёэ
Зальфельдер-Хёэ (нем. Saalfelder Höhe) — община в Германии, в земле Тюрингия.
Входит в состав района Зальфельд-Рудольштадт. Население составляет 3307 человек (на 31 декабря 2010 года). Занимает площадь 63,21 км².
Община подразделяется на 13 сельских округов.